# صدف کوتاه‌دست
صدف کوتاه‌دست (نام علمی: Solemyidae) نام یک تیره از راسته کوتاه‌دست‌سانان است.